# Arcumeggia

Arcumeggia (Arcümégia en dialecte de la province de Varèse) est un hameau de la municipalité de Casalzuigno en province de Varèse, en Italie.
La localité est connue parce qu'en 1956 l’Organisme provincial du tourisme décida de le transformer en un hameau peint. Après cette décision, de célèbres artistes italiens arrivèrent au village. Parmi eux il y a eu Ferruccio Ferrazzi, Aldo Carpi, Sante Monachesi, Aligi Sassu, Ernesto Treccani, Achille Funi, Giuseppe Migneco, Gianni Dova, Gianfilippo Usellini, Innocente Salvini, Giovanni Brancaccio, Bruno Saetti, Enzo Morelli, Remo Brindisi, Fiorenzo Tomea, Eugenio Tomiolo, Francesco Menzio, Ilario Rossi, 
Giuseppe Montanari, Cristoforo De Amicis, Luigi Montanarini, Umberto Faini, Antonio Pedretti e Albino Reggiori.

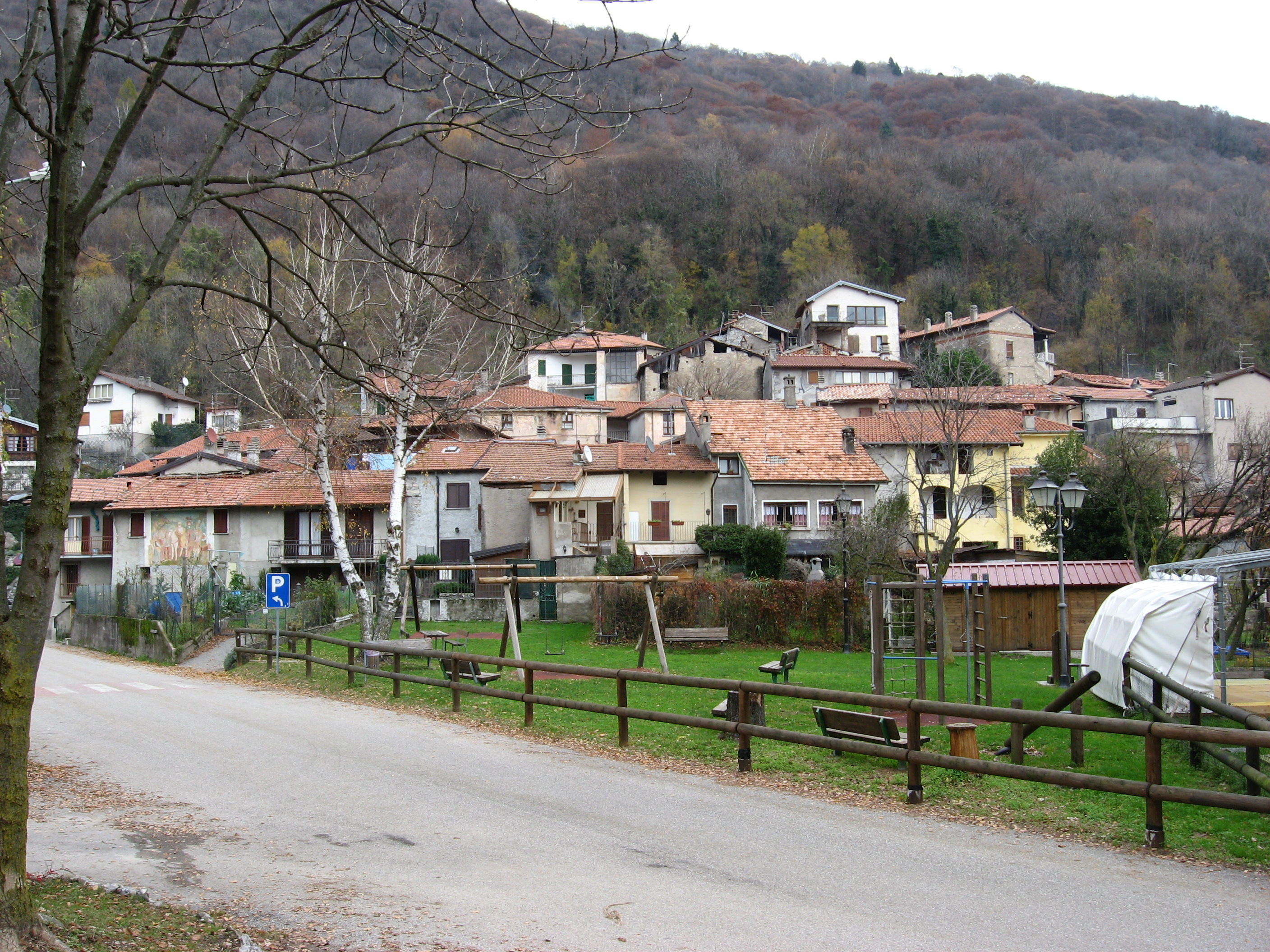
Vue de Arcumeggia.

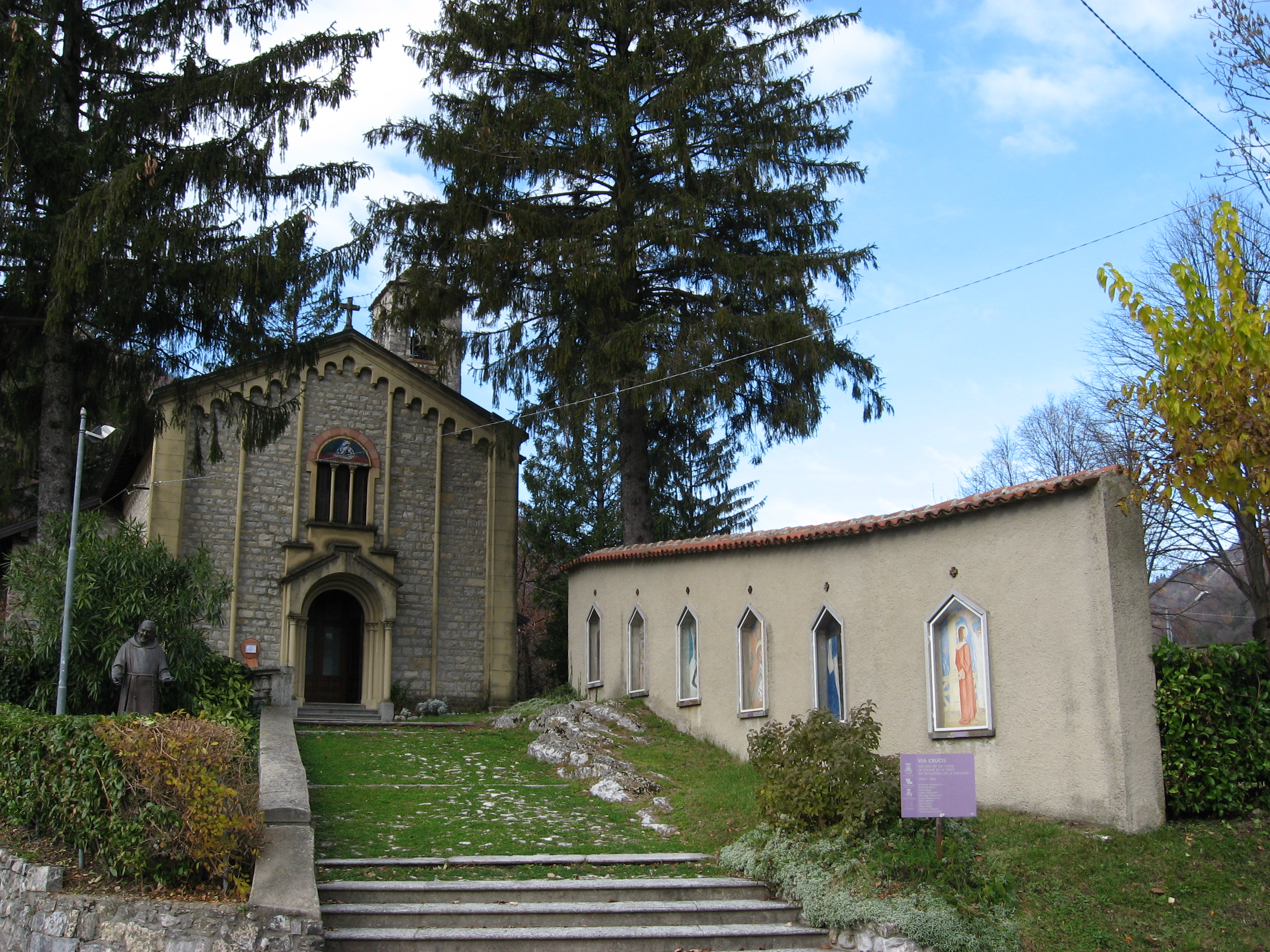
Le Chemin de Croix.

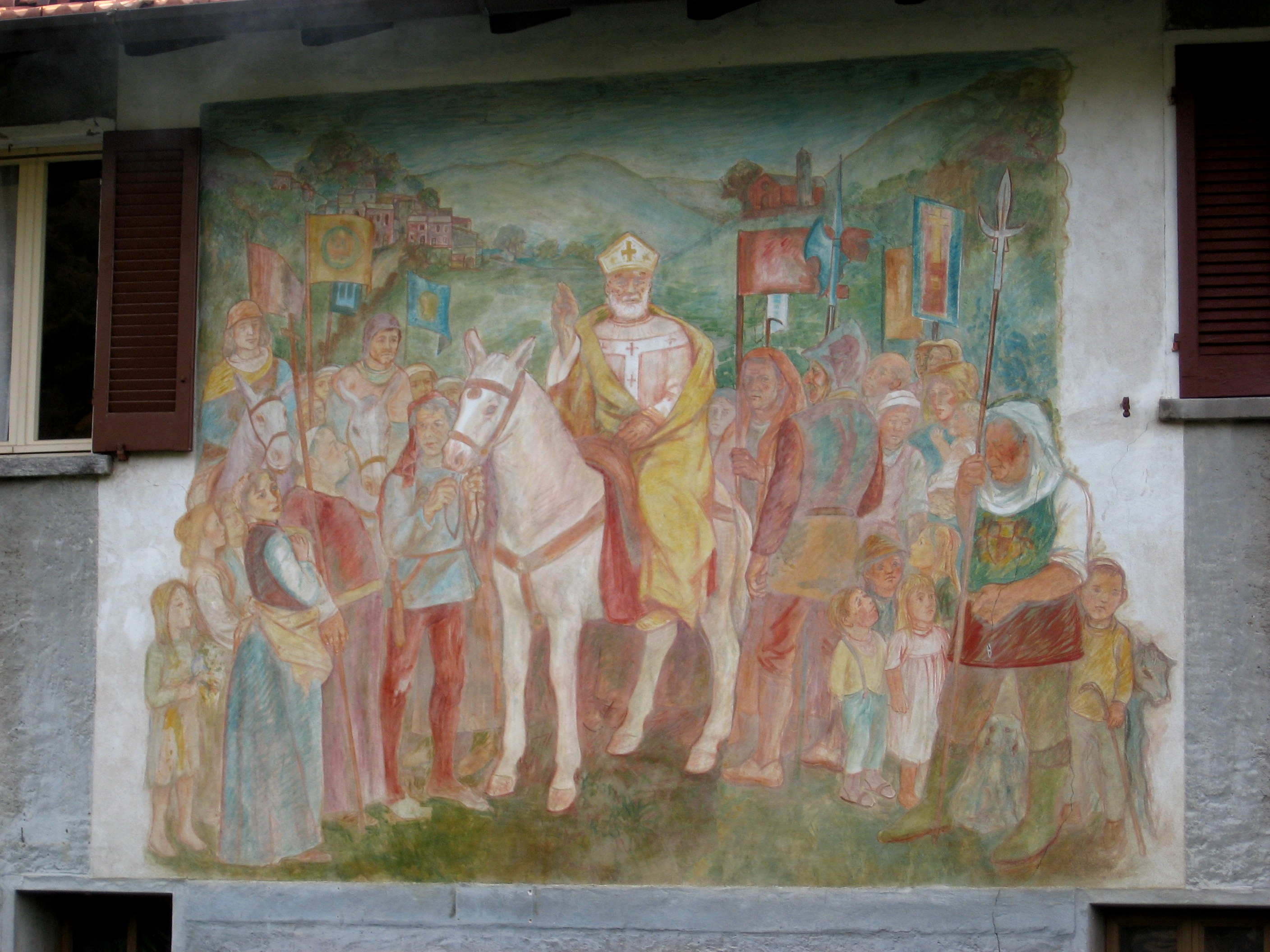
Aldo Carpi - Saint Ambroise bénit Arcumeggia

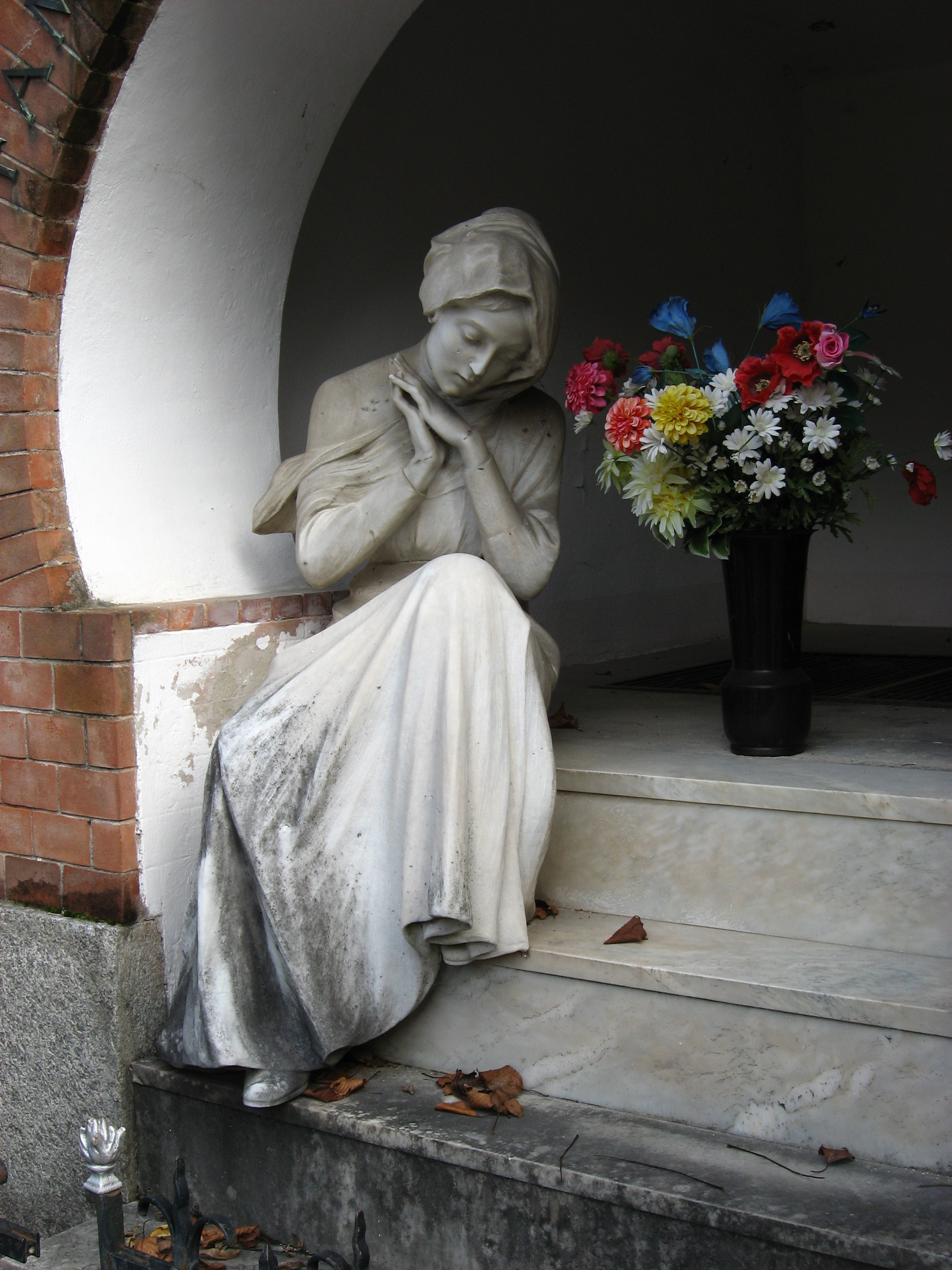
Sculpture de Giuseppe Vittorio Cerini (1862-1935)

Les peintures sont exécutées avec la technique de la fresque sur les murs extérieurs des maisons du hameau :
- Giovanni Brancaccio : Fille à la fenêtre, 1956
- Remo Brindisi : Habitants et travaux locaux, 1957
- Aldo Carpi : Saint Ambroise bénit Arcumeggia, 1966, "Agneau divin" (céramique), 1967
- Cristoforo de Amicis : Sainte Vierge et l’Ange, 1958
- Gianni Dova : La corrida, 1964
- Umberto Faini : Allégorie de la décoration murale, 1994
- Ferruccio Ferrazzi : Attente, 1956
- Achille Funi : Madone, 1956
- Giuseppe Migneco : Le départ de l'émigrant, 1962
- Francesco Menzio : Enfantes entre les arbres, 1956
- Sante Monachesi : Triomphe de Gea, 1959
- Giuseppe Montanari : Saint Martin et le pauvre, 1956
- Luigi Montanarini : Composition, 1959
- Enzo Morelli : La Samaritaine au puits, 1956
- Antonio Pedretti : Dans les Alpes, cœur de l'Europe, les racines de l'Union Européenne, 2001
- Bruno Saetti : Maternité, 1956
- Innocente Salvini : Le partage de la polenta en famille, 1971
- Aligi Sassu : Coureurs, 1967 et Saint Martin, 1991
- Fiorenzo Tomea : Crucifix, 1956
- Eugenio Tomiolo :Espoir, 1956
- Ernesto Treccani : Composition agreste, 1974
- Gianfilippo Usellini : Le retour de l'émigrant, 1956, Saint Antoine, 1967, Saint Roch, 1967 et Séverin boit peu de vin !!!, 1964.

À côté de l’église, il y a un Chemin de Croix, avec les stations peintes par onze artistes différents :
- I  -  Giuseppe Montanari: Jésus  est condamné à être crucifié, 1963
- II -  Sante Monachesi: Jésus est chargé de sa croix, 1959
- III - Aldo Carpi: Jésus tombe pour la première fois, 1963
- IV -  Remo Brindisi: Jésus rencontre sa mère, 1960
- V -   Enzo Morelli: Simon de Cyrène aide Jésus à porter sa croix, 1963
- VI -  Ilario Rossi: Véronique essuie le visage de Jésus, 1960
- VII - Luigi Montanarini: Jésus tombe pour la deuxième fois, 1959
- VIII - Giuseppe Montanari: Jésus rencontre les femmes de Jérusalem, 1960
- IX -  Gianfilippo Usellini: Jésus tombe pour la troisième fois, 1960
- X -   Giovanni Brancaccio: Jésus est dépouillé de ses vêtements, 1961
- XI -  Aligi Sassu: Jésus est cloué sur la croix, 1963(?)
- XII - Aldo Carpi: Jésus meurt sur la croix, 1963
- XIII - Gianfilippo Usellini: Jésus est détaché de la croix, 1963
- XIV - Eugenio Tomiolo: Le corps de Jésus est mis au tombeau, 1965

La Maison du Peintre, très remarquable, conserve les ébauches  et les épreuves  des fresques et accueille les cours estivaux de peinture organisés par l’Académie des beaux-arts de Brera (Milan).
Arcumeggia a été le village natal du sculpteur Giuseppe Vittorio Cerini (1862-1935), duquel on conserve beaucoup d'œuvres en Italie (Turin, Bra, Ceva, San Benigno Canavese, Virle et en province de Varese) et à l'étranger  (Suisse et  Argentine). On peut admirer une petite gypsothèque dans la cour de sa maison natale  et  deux œuvres en marbre dans le cimetière local.